# Brachypodium × apollinaris
Brachypodium × apollinaris, hibridna vrsta trave iz Španjolske. Hemikriptofit. Formula: B. distachyon × B. phoenicoides.